# Alter Markt (Keulen)
De Alter Markt (Kölsch: Alder Maat) is een plein van de Duitse stad Keulen. 

## Geschiedenis
Tot in de middeleeuwen was er één groot plein op de plaats van de Alter Markt. Na de inlijving van de wijk Unterlan werd de Alter Markt afgescheiden van het deel wat daarna de Heumarkt werd. De eerst bekende vermelding van het plein dateert uit 922, toen nog als mercatus coloniae (Keulse markt). De Neumarkt werd pas in 1076 voor het eerst vermeld. 
Tijdens de Franse bezetting moesten in Keulen alle straatnamen verfranst worden waardoor de markt op 1 januari 1813 de naam Le grand marché à Cologne kreeg. Op 28 september 1816 werd deze beslissing teruggedraaid. Op 5 december 1820 werd voor het eerst een kerstmarkt georganiseerd op het plein. Omdat de kerstmarkt te groot werd werd deze vanaf februari 1885 verboden, pas in 1970 werd er weer een kerstmarkt georganiseerd die inmiddels gefuseerd is met die van de Heumarkt. 
Op 31 mei 1942 en 29 juni 1943 werd Keulen gebombardeerd tijdens de Tweede Wereldoorlog waarbij vele historische gebouwen verwoest werden. Sinds 1953 wordt op het plein elk jaar op 11 november het startsein gegeven voor het nieuwe carnavalsseizoen. 
Het plein is 265 meter lang en is met een oppervlakte van 5460 m² het grootste plein in de oude binnenstad. 

## Openbaar vervoer
Op het plein bevindt zich het metrostation Rathaus, die bediend wordt door lijn 5.